# ظلمان (بني مطر)

تعديل مصدري - تعديل

ظلمان هي إحدى قرى عزلة بني الراعى بمديرية بني مطر التابعة لمحافظة صنعاء، بلغ تعداد سكانها 875 نسمة حسب تعداد اليمن لعام 2004.